# Capens
Capens es una localidad y comuna de Francia, en la región de Mediodía-Pirineos, departamento de Alto Garona, en el distrito de Muret y cantón de Carbonne.
Su población en el censo de 1999 era de 285 habitantes.
Está integrada en la Communauté de communes de Garonne Lougé.

## Demografía
| 247 | 238 | 247 | 238 | 253 | 285 |
| Para los censos de 1962 a 1999 la población legal corresponde a la población sin duplicidades (Fuente: INSEE [Consultar]) |     |     |     |     |     |